# フランク・バウマン
フランク・バウマン（Frank Baumann、1975年10月29日 - ）はドイツ、ヴュルツブルク出身の元同国代表サッカー選手。ポジションはMF。

## 経歴
1999年にドイツ代表デビュー。2002 FIFAワールドカップにも出場した。2005年までに28試合に出場、2得点をあげた。
2009年5月、シーズン限りでの現役引退を発表した。引退後はヴェルダー・ブレーメンのフロントに入っている。

## 所属クラブ
- 1.FCニュルンベルク 1994-1999
- ヴェルダー・ブレーメン 1999-2009

## 代表歴

### 出場大会
- ドイツ代表
  - 2002 FIFAワールドカップ

### 試合数
- 国際Aマッチ 28試合 2得点（1999年-2005年）[1]

| ドイツ代表 | 国際Aマッチ | 国際Aマッチ |
| 年         | 出場        | 得点        |
| ---------- | ----------- | ----------- |
| 1999       | 1           | 0           |
| 2000       | 2           | 0           |
| 2001       | 4           | 2           |
| 2002       | 6           | 0           |
| 2003       | 8           | 0           |
| 2004       | 6           | 0           |
| 2005       | 1           | 0           |
| 通算       | 28          | 2           |